# Genó
Genó es un yacimiento arqueológico de la Edad del Bronce Final situado en la comarca natural del Bajo Segre (Aitona, Lérida, Cataluña, España) cuya cronología se puede establecer en un momento indeterminado del siglo IX cal. AC.
En el curso de su investigación arqueológica, se realizaron análisis de residuos en recipientes cerámicos y se pudo determinar que sus pobladores producían cerveza, siendo hasta la fecha el lugar en Europa más antiguo de producción de esta bebida.

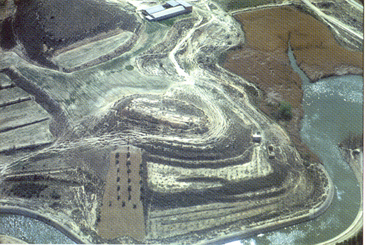
Vista aérea del yacimiento arqueológico de Genó (Aitona, Lérida).

También se han identificado residuos de almacenamiento de harina de bellotas, siendo la primera vez que se detecta esta fase del procesado de las bellotas.

## Situación y características
El "pobladito" de Genó está situado en la comarca leridana del Segriá, en el término municipal de Aitona, en una elevación de un pequeño montículo oblongo, elipsoidal, y de superficie plana, cuya cota alcanza los 162 m sobre el nivel del mar y se alza 10 m sobre el terreno circundante. El yacimiento ocupa una superficie de 1037 m², su lóngitud máxima es de 58 m en dirección este-oeste y su anchura máxima es de 21 m en dirección perpendicular a la anterior.
El altozano o "tossal" se asienta en una base de roca caliza.

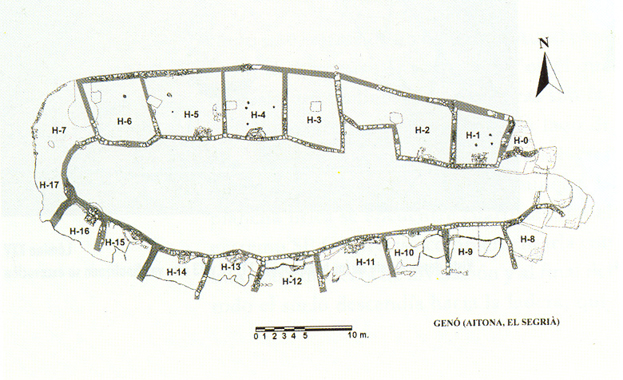
Planta del poblado de Genó (Aitona, Lérida).

El yacimiento sufrió ciertas alteraciones en el tiempo, la más importante durante la guerra civil española, ya que dadas su situación estratégica, se realizaron una serie de fortificaciones relacionadas con la batalla del Ebro. Anterior a la contienda, se debió intentar la plantación de olivos.

## Historia del yacimiento
Genó fue descubierto el 14 de abril de 1955 gracias a los trabajos de R. Pita Mercé y fruto de una serie de trabajos de prospección que había iniciado su descubridor alrededor de la década de los 40. Su localización en el Bajo Segre fue designada con el n.º 49. Realizó unos sondeos y localizó fragmentos de tinajas de cordones, cerámicas lisas y de Campos de Urnas.
El 30 de enero de 1966, se dedujo la existencia de un poblado, al que se designó con el nombre de Genó A y una necrópolis tumular, en el monte vecino, llamado Genó B. El 24 de octubre se inició la excavación parcial del yacimiento a cargo de R. Pita y L. Díez-Coronel, recuperándose algunos materiales muy bien conservados y se levanta una planta provisional del poblado.
En el verano de 1976, se inicia la excavación sistemática a cargo del profesor José Luis Maya González, que tendrá continuidad al año siguiente (1977) y después en el periodo 1979 a 1985. Durante todos los trabajos de investigación se recuperaron valiosos datos para entender y valora mejor todos los aspectos de vida de unas gentes de la Edad del Bronce Final en una región de Cataluña.

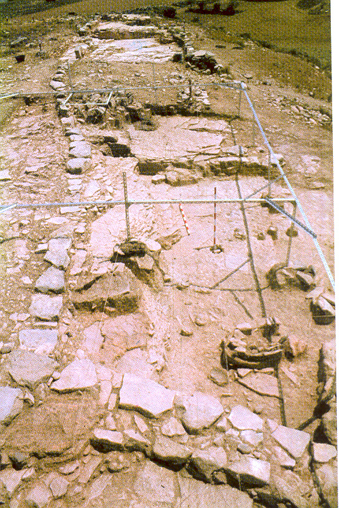
Genó en el momento de su excavación arqueológica (Dir: José Luis Maya González.

## El poblado y su vida
El lugar para levantar el poblado se eligió de acuerdo con los criterios del momento: proximidad al río, pero no sobre él, a caballo ente la meseta que conduce a las garrigas y tierras secas del interior y control visual de una parte de la vega del Segre. 
Se erigió con idea de continuidad y estabilidad, ya que se realizó un gran esfuerzo colectivo, de una comunidad que no debía sobrepasar el centenar de personas, la cual se enfrentó al trabajo de extracción de piedra y levantamiento de muros trabados con barro para conformar un conjunto de casas-habitación de un gran tamaño, si las comparamos con otros poblados del periodo.
La planta del poblado se adapta a la colina con adosamiento del muro trasero para conseguir una protección mutua (a modo de psudomuralla), calle central ensanchada en la zona occidental, modelo de habitación similar para cada vivienda (excepto H-2) y ausencia de elementos de almacenamiento comúm: cisterna, graneros, etc.

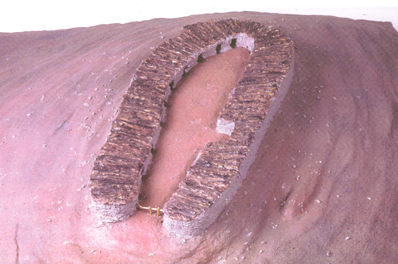
Maqueta-idealización del poblado de Genó.).

Cada vivienda refleja un mismo patrón de actividades, pero individualizado: conservación y elaboración de alimentos, trabajos de barro, almacenamiento de instrumental, dormitorio, etc. Está mal constatado donde se realizaron las actividades complejas: fabricación de cerámica, reducción de minerales para la metalurgia, etc.
Su economía se basa en la explotación del entorno próximo, por tanto de la vega del río y del secano; para actividades como la agricultura, la ganadería, la recolección o la caza.
Genó, en definitiva, constituye una unidad habitacional perfectamente articulada con su entorno, hasta el punto que su control debió de ser tan efectivo y rentable como para permitir la estabilidad, lo que sugiere, al igual que la aparición de otros poblados con similar posición y en terrenos próximos, un reparto del territorio, sobre el cual el poblado ejercería su control visual y efectivo.

### Agricultura
Se han constatado la presencia de restos de tres cereales: escanda, cebada y mijo, que debían ser la base agrícola del poblado.
También se localizó instrumental lítico (dientes de hoz) que corroboran la práctica agrícola de la siega del cereal. La presencia de molinos y machacadores en el interior de las casas nos ofrece información de la transformación de estos productos agrícolas.
Probablemente, utilizaron la zona entre el valle del Segre y el poblado como campos de cultivo de los cereales, ya que es el lugar más fértil, aunque no es descartable el uso de tierras más al interior de secano que utilizaron otros yacimientos próximos coetáneos.
En los trabajos agrícolas, posiblemente participaría toda la comunidad y en concreto en dos grandes épocas: otoño-primavera, en la que se prepararían los campos y siembra, y verano, para la recolección, distribución y almacenamiento.
El almacenamiento se realizaba en grandes tinajas de cerámica, decoradas con cordones y pezones. No sólo se guardaba grano, también la paja como alimento y cama de animales.
En otros yacimientos vecinos se han localizado restos de otras plantas: leguminosas (guisantes y lentejas) y oleaginosas (lino).
Si existieron huertos, estos debieron situarse en las zonas más próximas al río.

### Ganadería
Se han conservado escasísimos restos faunísticos, probablemente debido a la corta duración del poblado, pero los datos que se poseen nos informan de la presencia de una cabaña ganadera compuesta mayoritariamente de ovicápridos (oveja y cabra), aunque se desconoce la importancia de la misma. 
También se encontró la dentición de un bóvido de pequeñas dimensiones.
En el yacimiento vecino de Carretelà (Aitona, Lérida) la cabaña ganadera está compuesta predominantemente de ovejas y cabras, frente a un menor número de vacunos y cerdos, que debe reflejar la cabaña habitual y tipo en una zona con climatología similar y contemporánea. 
El cerdo, aunque pudo criarse en el propio poblado, dadas sus más teóricas que reales dificultades para ser controlado en campo abierto, no sería improbable que sus piaras hubiesen sido llevadas a pastar, a la manera de lo que se hacía con ovejas y vacuno, a las zonas meseteñas en las que la progresiva desforestación y roza debía haber desmantelado los bosques desde hacía tiempo, favoreciendo matorrales y una auténtica estepa.
El papel del vacuno como posible animal de tiro en trabajos agrícolas, arrastre de arados y carros, es muy probable, a juzgar por algunos ejemplos que se consumieron cuando ya tenían como mínimo dos o tres años.
De la cabaña ganadera se obtenían variados productos para la vida del poblado: leche, queso, manteca, lana, cueros, carne, etc..

### Caza y recolección
Aunque la ganadería debía proporcionar gran parte de la carne necesaria, no debían despreciar la caza de aquellos animales que se ponían a tiro de sus arcos y abundantes aún en la región. Se han localizado varias puntas en sílex y bronce que nos informan de esta práctica.
Entre ellos destaca el ciervo, conocido no solo por algún resto aparecido en el poblado, sino por las representaciones artísticas en la cerámica de Genó.
Con menor rendimiento en carne, pero muy abundantes tenían conejos y perdices, de los que son muy frecuentes sus restos en yacimientos vecinos.
Mención especial requiere la presencia de restos malacológicos o conchas fluviales tipo margaritana, que son una especie de mejillón de río y que debía ser recolectado en el Segre. Debieron ser consumidos com un alimento más, puesto que sus conchas salen a veces enteras y son frecuentes en otros yacimientos de la misma zona.
La caza, como el pastoreo, obligaba a desplazamientos a terrenos más alejados y boscosos o en dirección a las zonas con agua, por lo que adultos, quizás acompañados por jóvenes aprendices, aprovecharían esas expediciones para recolectar otros productos silvestres como las bellotas otoñales de las encinas; moras y frambuesas; miel que se usaba como conservante de los anteriores frutos y cera utilizada en los procesos de fundición; y todo tipo de plantas con valor nutritivo, conservante y medicinal.
También se recolectaban otra serie de productos importantísimos para la vida del poblado: astas de ciervo de muda para enmague de cuchillos y pequeñas herramientas; cornubianitas, piedra negras y duras, para fabricar hachas pulimentadas; sílex para instrumental lítico; gruesos cantos rodados de granito o conglomerados para fabricar los molinos barquiformes; etc.

### Comercio
Con respecto a esta actividad, habría que diferenciar entre el de corto alcance, es decir, en áreas próximas y el de larga distancia, donde se obtendrían bienes preciados, "exóticos" y de difícil obtención.
El comercio a pocos kilómetros de la zona de la comunidad de Genó se debió producir cruzando los ríos Segre y Cinca y hacia la comarca aragonesa de Los Monegros, de donde se obtendría un tipo de ágata negruza para la realización de instrumental lítico y lignito (de la cuenca carbonífera de Mequinenza) con el que se habría elaborado un brazalete hallado en el curso de la investigación. Esta última pieza, es muy similar a otras encontradas en el Ampurdán o Francia, con lo que igualmente podría ser un objeto importada de más allá del área pirenaica.
La presencia de cuentas de dentalium o valvas de Glycymeris nos informa de la importación de productos costeros, que debían ir transmitiendo de pueblo en pueblo desde las orillas del Mediterráneo.

### Cerámica e instrumental lítico

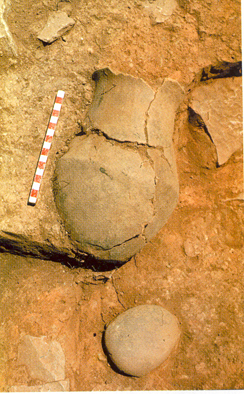
Tinaja lisa en el momento de su hallazgo en el curso de la investigación arqueológica (Aitona, Lérida).

Una de las tareas que ocuparía buena parte de la vida de los habitantes de Genó era la fabricación de cerámica, sino toda en su mayor parte de origen local, incluyendo desde las grandes tinajas de almacenamiento hasta pequeñas tacitas, jarras, vasos, cuencos, cazuelas, etc.
Los tamaños y características suelen responder a la funcionalidad y a las tradiciones culturales y modas de las comunidades de esta área geográfica
Las grandes tinajas de provisiones, de las que solían existir tres o cuatro en cada vivienda, pueden tener hasta un metro de altura y son grandes contenedores que debiron servir para almacenar los alimentos de consumo diario o las reservas a más largo plazo, decorándose como las de la Edad del Bronce Inicial con cordones impresos, que además de dar refuerzo y soidez formas temas geométricos o incluso alguna figura esquemática de animal (ciervo).

### La organización social
El hecho de que la mayoría de las viviendas sean de medidas aproximadamente semejanes y reúna un ajuar parecido, parece indicarnos que estas comunidades debían ser más bien igualitarias, como corresponde a una sociedad de tipo suprafamilar. No obstante, hay una vivienda que rompe este esquema (H2).

## Mundo funerario y espiritual
Nada se sabe de la necrópolis de este poblado, si es que alguna vez tuvo alguna asociada. En un principio se habían asociado algunas supuestas acumulaciones de piedras del monte vecino con una posible necrópolis tumular y conocido como Geno B., pero su investigación posterior determinó que sólo se trataba de una serie de acumulación de piedra para la limpieza de la meseta para su preparación para el cultivo (plantación de olivos).

## Origen de los pobladores de Genó
Tal vez este sea el tema más controvertido del yacimiento y que puede extrapolarse a un problema latente y general del origen de las gentes de esta época y en esta zona de Cataluña: existe un continuismo cultural o ruptura respecto a los momentos iniciales de la Edad del Bronce, a causa de una invasión de nuevas gentes llegads más allá del Pirineo.

## El final del poblado
Genó tuvo un periodo de ocupación brevísimo. El poblado fue destruido en su totalidad de modo violento, en concreto por un incendio.
El incendio debió ser rápido y totalizador, quizás únicamente hubo tiempo de recoger alguno de los objetos metálicos de mayor tamaño y valor, y, gracias a ello se han conservado las piezas en su lugar y con una integridad difícil de conseguir en otros yacimientos y absolutamente imposible en lugares abandonados de manera intencionada.